# Амфотерицин B
Амфотерици́н B — лекарственное средство, противогрибковый препарат.
Лекарственные формы: концентрат для приготовления раствора для инфузий, лиофилизат для приготовления раствора для инфузий, суспензия для приема внутрь, таблетки, мазь для местного и наружного применения

Структурная формула амфотерицина В

## Фармакологическое действие
Полиеновый макроциклический антибиотик с противогрибковой активностью. Продуцируется Streptomyces nodosus. Оказывает фунгицидное или фунгистатическое действие в зависимости от концентрации в биологических жидкостях и от чувствительности возбудителя. Связывается со стеролами (эргостеролами), находящимися в клеточной мембране гриба и встраивается в мембрану, формируя низкоселективный ионный канал с очень высокой проводимостью. В результате происходит выход внутриклеточных компонентов во внеклеточное пространство и лизис гриба. Активен в отношении Candida spp., Cryptococcus neoformans, Aspergillus spp. и других грибов. Не действует на бактерии, риккетсии, вирусы.
Исследования 2011 года выявили первичную причину антимикотического действия амфотерицина В, состоящую не в создании низкоселективного ионного канала, а заключающуюся в связывании оного с эргостеролом (и именно с ним, что обеспечивает снижение побочных эффектов при терапии), аналогичный (антимикотический) эффект наблюдается и у натамицина, не образующего каналы.

## Показания
Генерализованный кандидоз, криптококкоз, кокцидиоидомикоз, гистоплазмоз, аспергиллёз.
Кандидоз кожи и слизистых оболочек, кандидоз внутренних органов (легких, кишечника, почек), криптококковый менингит.
Тяжёлые протозойные инфекции: в качестве препарата второго ряда при висцеральном лейшманиозе.
Амфотерицин В противопоказан при индивидуальной непереносимости или гиперчувствительности к компонентам препарата, болезнях почек, печени, кроветворной системы, при диабете.

## Побочное действие
Тошнота, анорексия, рвота, коликообразная боль в кишечнике, диарея, озноб, судороги, загрудинная боль, длительная лихорадка, головная боль, сонливость, гипокалиемия, нефротоксический эффект, флебит в месте инъекции, аллергические реакции

## Способ применения и дозы
Внутривенно капельно в течение 5—6 ч по 250 ЕД/кг в первый день, по 500 ЕД/кг на второй и по 1000 ЕД/кг через день или 2—3 раза в неделю, в случаях генерализованных микозов ежедневно. Курс лечения 4—8 нед. Общая доза препарата на курс не должна превышать 1 500 000—2 000 000 ЕД. Непосредственно перед введением содержимое флакона растворяют в 10 мл воды для инъекций, затем раствор из флакона переносят в растворитель — 5 % раствор глюкозы (450 мл).
Между 5-м и 6-м, 10-м и 11-м, 15-м и 16-м вливаниями делают 2-дневные перерывы; после 20-го введения перерыв 10 дней, затем проводят повторный курс лечения. Кроме того, препарат можно вводить внутриплеврально по 2000 ЕД, в полость суставов по 15 000—20 000 ЕД каждые 48 ч, местно в полость абсцесса, костную полость, ингаляционно по 20 000 ЕД каждые 6 ч. Детям назначают в следующих суточных дозах (ЕД/кг): 1—3 лет—1—5-е вливания 75—150, 6—10-е 100—250, ц_15-е 150—350, 16—20-е 175—400; 4—7 лет—1—5-е вливания 100—200, 6—10-е 150—300, 11—15-е 175—400, 16—20-е 200—500; 8—12 лет — 1—5-е вливания 125—250, 6—10-е 175—350, 11 —15-е 200—450, 16— 20-е 225—600; 13—18 лет—1—5-е вливания 150—300, 6—10-е 200—400, 11 —15-е 225—500, 16—20-е 250—700.
Наружно: мазь для смазывания пораженной грибами кожи и слизистых оболочек наносят 2 раза в день. Курс лечения 10 дней.
Если через 1-2 нед терапевтический эффект отсутствует, то необходимо вновь обсудить диагноз и дальнейшую тактику лечения.

## Использование в биологических исследованиях
Способность амфотерицина B формировать трансмембранные ионные каналы и эффективно деполяризовать мембрану позволяет использовать его для исследований мембранных токов в методике patch-clamp, в конфигурации «перфорированный patch». Кроме того, сформированные амфотерицином B каналы сами служили модельным объектом при изучении мембранной проницаемости